# Schenckochloa
Schenckochloa  es un género monotípico de plantas herbáceas,  perteneciente a la familia de las poáceas. Su única especie: Schenckochloa barbata (Hack.) J.J.Ortíz, es originaria del norte de Brasil.

## Sinonimia
- Diplachne barbata Hack.
- Gouinia barbata (Hack.) Swallen[2]